# Fikret Adanır
Fikret Adanır (* 3. Oktober 1941 in Foça, Türkei) ist ein türkischer Historiker und war Professor am historischen Institut der Ruhr-Universität in Bochum. Er lehrt die Geschichte Südosteuropas mit besonderem Forschungsschwerpunkt auf osmanisch-türkischer Geschichte. Adanır ist Doktor der Philologie und lebt seit seiner Studienzeit in den 1960er-Jahren in Deutschland. Ab den 1970er-Jahren hatte er zahlreiche Veröffentlichungen als Fachautor, später auch als Herausgeber.

## Leben
Ab 1962 studierte Adanır englische Philologie zunächst an der Universität Istanbul. Nach einem Auslandsaufenthalt in den USA kam Adanır 1965 für weitere Studien (englische Philologie sowie Philosophie und Geschichte) nach Deutschland an die Universität Frankfurt am Main. Hier studierte er ab 1971 auch slawische Sprachen (Russisch und Bulgarisch). Ab 1973 war Adanır wissenschaftlich an der Frankfurter Universität tätig, 1978 dann als Assistent für osteuropäische Geschichte. Weitere wissenschaftliche Tätigkeiten folgten an den Universitäten Gießen (1979–1984) und Berlin (1984–1986).
1986 erhielt Adanır die Professur für die Geschichte Südosteuropas an der Ruhr-Universität Bochum. Hier unterrichtete er bis 2007. 2002–2003 nahm er zudem eine Gastprofessur an der Sabanci University in Istanbul wahr, ab 2007 lehrte er an dieser Universität regulär.

## Schriften
- als Herausgeber mit Bernd Bonwetsch: Osmanismus, Nationalismus und der Kaukasus. Muslime und Christen, Türken und Armenier im 19. und 20. Jahrhundert. Reichert, Wiesbaden 2005, ISBN 3-89500-465-0.
- als Herausgeber: Social movements in Southeast Europe. Reassessment of historiography and perspectives of future research (= Mitteilungsblatt des Instituts für Soziale Bewegungen. Nr. 33). Klartext-Verlag, Essen 2005, ISBN 3-89861-431-X.
- als Herausgeber mit Suraiya Faroqhi: The Ottomans and the Balkans. A Discussion of Historiography (= The Ottoman Empire and its Heritage. Bd. 25). Brill, Leiden u. a. 2002, ISBN 90-04-11902-7.
- Blickpunkt Türkei. Niedersächsische Landeszentrale für Politische Bildung, Hannover 2000.
- Geschichte der Republik Türkei (= Meyers Forum. 32). BI-Taschenbuchverlag, Mannheim u. a. 1995, ISBN 3-411-10461-9.
- Die Schulbildung in Griechenland (1750–1830) und in Bulgarien (1750–1878). Im Spannungsfeld von Bewahrung der ethnisch-konfessionellen Identität, Entstehung der bürgerlichen Gesellschaft und Herausbildung des Nationalbewußtseins. In: Wolfgang Schmale, Nan L. Dodde (Hrsg.): Revolution des Wissens? Europa und seine Schulen im Zeitalter der Aufklärung (1750–1825). Ein Handbuch zur europäischen Schulgeschichte. Winkler, Bochum 1991, ISBN  3-924517-33-9, S. 433–468.
- Der Krimkrieg von 1853–1856. In: Handbuch der Geschichte Russlands. Band 2: Klaus Zernack (Hrsg.): 1613–1856. Vom Randstaat zur Hegemonialmacht. Halbbd. 1. Hiersemann, Stuttgart 1986, ISBN 3-7772-8618-4, S. 1189–1250
- Die makedonische Frage. Ihre Entstehung und Entwicklung bis 1908 (= Frankfurter historische Abhandlungen. Bd. 20). Steiner, Wiesbaden 1979, ISBN 3-515-02914-1 (Zugleich: Frankfurt am Main, Universität, Dissertation, 1977).